# Щасливе (Херсонський район)
Щасливе — селище в Україні, в Ювілейній селищній громаді Херсонського району Херсонської області. Населення становить 1367 осіб. З початку широкомасштабного вторгнення Росії в Україну селище перебуває під російською військовою окупацією.

## Населення
Згідно з переписом УРСР 1989 року чисельність наявного населення селища становила 1433 особи, з яких 693 чоловіки та 740 жінок.
За переписом населення України 2001 року в селищі мешкало 1367 осіб.

### Мова
Розподіл населення за рідною мовою за даними перепису 2001 року:
| Мова            | Кількість | Відсоток |
| --------------- | --------- | -------- |
| українська      | 1048      | 76.66%   |
| російська       | 307       | 22.46%   |
| білоруська      | 9         | 0.66%    |
| інші/не вказали | 3         | 0.22%    |
| Усього          | 1367      | 100%     |